# 흰스타애플
흰스타애플(-star apple, 학명: Chrysophyllum albidum 크리소필룸 알비둠[*])은 사포테과의 과일 나무이다. 원산지는 가나, 가봉, 나이지리아, 베냉, 수단, 시에라리온, 우간다, 카메룬, 케냐, 코트디부아르, 콩고 민주 공화국 등 아프리카 열대 지역이다.

## 사진

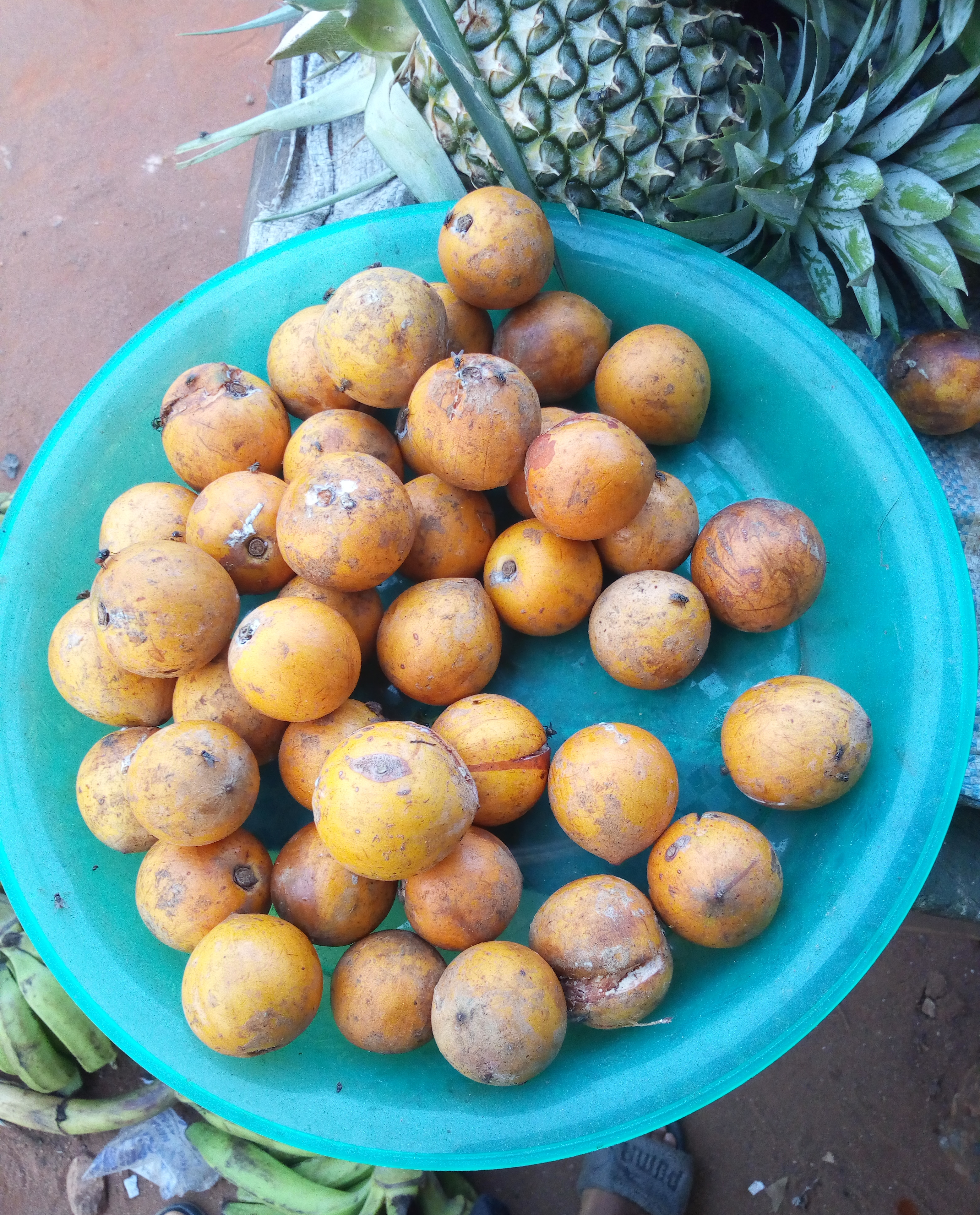
열매